# Ella Krebs
Ella Julia Paula Krebs Gargurevich (Callao, Perú 11 de junio de 1926 -Toledo, España,18 de octubre de 2024), conocida como Ella Krebs, es una artista plástica peruana, destacada principalmente en el ámbito de la pintura, donde se distingue por su abstracción lírica. Ha incursionado en diversos estilos como el arte óptico y el arte cinético. Es considerada como pionera del Tapiz escultural en el Perú. Permanece activa en el circuito artístico peruano e internacional.

## Formación
Estudió Pintura en la Escuela Nacional de Bellas Artes, hoy Escuela Nacional Superior Autónoma de Bellas Artes del Perú, entre 1944  y 1951. Durante estos años la ENBA atravesaba por una reorganización tras la salida de José Sabogal de la dirección en 1943 y el consecuente declive de la enseñanza bajo el pintor Ricardo Grau, quien proclamaba la práctica del "arte por el arte". La formación de Ella Krebs en esta etapa estuvo marcada por figuras como el propio Grau y posteriormente Juan Manuel Ugarte Eléspuru. Entre sus contemporáneos estuvieron Alfredo Ruiz Rosas, Alberto Dávila, Ángel Chávez, Carlos Bernasconi, Víctor Humareda, Armando Villegas, Alberto Guzmán.
En 1951 egresa de la escuela, obteniendo la Medalla de oro, premio otorgado a estudiante más destacado de cada promoción. En el transcurso de los dos siguientes años realizó un viaje de formación por Europa, donde visitó Italia, Francia, España, Portugal e Inglaterra con el fin de mantener un contacto más directo con las diversas tendencias de la vanguardia artística europea.

## Carrera

### Inicios
En 1951, antes de egresar de la ENBA, realizó su primera exposición en la galería del Instituto Cultural Peruano Norteamericano (ICPNA) de Lima, donde expuso 17 óleos figurativos en los que ya se podía observar una inclinación moderna que más adelante definiría su pintura.  Al regresar de su viaje por Europa, participó en una serie de exposiciones colectivas en las que cosechó diversos premios, tales como una Mención Honrosa en el Premio Adquisición Manuel Moncloa de 1956, la Medalla de Plata en el Premio adquisición y concurso organizado por la Municipalidad de Lima en 1956.
A partir de 1958 expuso como invitada en diversas exposiciones internacionales, en países como México, Francia, Escandinavia y Chile. Su pintura sigue siendo figurativa pero ya con raspados que rompían las formas.    

### Abstracción lírica
A partir de 1960 se consolida el giro hacia la abstracción en su pintura. En 1961 obtuvo el primer lugar en el "Premio Nacional de Fomento a la Cultura Ignacio Merino", con tres cuadros —titulados Tiempo, Diálogo, Concierto—, en los que se observa un estilo claramente abstracto, a diferencia de en sus obras anteriores. Un año después realizó su segunda exposición individual en el Instituto de Arte Contemporáneo. 
En 1965, Krebs fue invitada por Organización para la Promoción Internacional de la Cultura (OPIC) a realizar una exposición individual en México. El crítico de arte peruano Juan Acha escribe sobre su trabajo, le sugiere salir de lo familiar y dar un salto a lo desconocido, lo cual la impacta profundamente.

### Arte óptico y cinético
En la década del sesenta la búsqueda por alejarse del lenguaje de la abstracción lírica y el informalismo, la condujo a interesarse en las posibilidades de los efectos ópticos en la pintura. Entre 1966 y 1968 produjo cuadros cinéticos que fueron evolucionando desde composiciones complejas con modelado de mallas metálicas, hasta obras casi minimalistas en las que se observa un mayor dominio de la técnica óptica. Estas nuevas obras fueron expuestas en su siguiente individual en el año 1968, en la Galería Fundación para las Artes. Sobre esta producción, Juan Acha resaltó la participación activa del espectador, al modificarse su percepción del movimiento al desplazar alrededor de la obra.
Durante la década del sesenta, el ambiente artístico en Lima era permeable a las tendencias internacionales. Los artistas contemporáneos a Krebs practicaban estilos como el arte óptico, la abstracción de filo duro o los campos de color. Al mismo tiempo, se producían las primeras ambientaciones y happenings. El grupo Arte Nuevo (1966-1968) estuvo a la cabeza de la introducción de estas tendencias vanguardistas en el Perú. Luego del Golpe de Estado del General Juan Velasco Alvarado y de la posterior instalación del gobierno militar, de corte nacionalista, la vanguardia internacionalista sufrió un colapso.

### Tapicería escultórica
En la década del setenta, la producción de Krebs se concentra en lo que la artista denomina "fibroesculturas", piezas escultóricas de grandes dimensiones hechas de diversos materiales textiles: hilos, sogas, lana virgen hilada o cruda, fibra de henequén. Para trabajar las fibras empleó telares, tejido a mano y tintes naturales. Además, se acercó a las tradicionales ancestrales del textil en el Perú, empleando nombres quechuas en los títulos de sus obras En 1975 expuso sus tapices en la inauguración de la Galería Fórum en Lima. Ese mismo año viaja a México en donde permanece hasta 1978.  
En México entra en contacto con la Galería Kin, donde expone sus obras. En 1977 recibe una invitación para exponer dos de sus obras en la exposición de tapiz contemporáneo "Las Américas y el Japón", en el Museo de Arte Contemporáneo de Kioto.
La curadora Fietta Jarque sitúa la obra textil de Krebs en el contexto del auge de la nueva tapicería, debido principalmente a la acogida que tuvo la Bienal Internacional de Tapicería de Lausanne, en Suiza entre 1962 y 1995. Entre los principales representantes de esta vertiente artística estuvieron la polaca Magdalena Abakanowicz, la norteamericana Sheila Hicks, el catalán Josep Grau Garriga o la colombiana Olga de Amaral.

### Retorno a la abstracción
En 1981 es invitada a participar en la XVI Bienal de Sao Paulo con sus nuevas pinturas de la serie "Mutaciones", donde expone obras en las que regresa al lienzo bajo un estilo asbtracto, que en esta nueva etapa roza la figuración.  

## Reconocimientos
En 2019, Ella Krebs recibió el premio honorífico en los Premios Luces, organizado por el diario El Comercio, en reconocimiento a sus setenta años de trayectoria artística en el Perú. La ceremonia fue organizada en el Teatro Mario Vargas Llosa de la Biblioteca Nacional del Perú y el premio le fue otorgado por la entonces curadora de Arte Contemporáneo del Museo de Arte de Lima, Sharon Lerner.
Así mismo, ha recibido otros reconocimientos: 
- Medalla de Plata en el Premio Adquisición de la Municipalidad de Lima, en 1957.[14]
- El Premio Nacional de Fomento a la Cultura Ignacio Merino, en 1961.[15]
- La Medalla de Oro de su promoción en la Escuela Nacional de Bellas Artes, en 1951.[14]

## Colecciones
Su obra pictórica y textil es parte de las colecciones de diversas instituciones entre ellas, el Museo de Arte de Lima, el Museo Central, la Pinacoteca Municipal Ignacio Merino Archivado el 5 de septiembre de 2021 en Wayback Machine. y la Colección de la Universidad Nacional de Ingeniería.

## Exposiciones individuales
- 2018 Fibroestructuras, en Museo de Arte Contemporáneo, Lima.[19]
- 2014 Selección antológica, en Galería Forum, Lima. Durante esta exposición se realizó la presentación del libro Ella Krebs - Obra Plástica.[6]
- 2002 Muestra antológica Panorámica de una década, en Universidad Femenina del Sagrado Corazón (Unife), Lima,  Perú.
- 2001 Exposición retrospectiva Ella Krebs 1951-2001.Retrospectiva pintura/tapices, curada por Jorge Villacorta, en la Sala German Krüger Espantoso, del ICPNA de Lima.
- 1990 Exposición en Sala Luis Miro Quesada Garland de la Municipalidad de Miraflores, Lima, Perú.
- 1975 y 1978 Exposición de estructuras y tapices, Galería Kin, México D. F., México.
- 1968 Exposición de obra textil, en Fundación para las Artes, Lima, Perú (individual).
- 1965 Exposición de obra cinética, en Casa de la Paz, México D.F.  Invitada por Organización para la Promoción Internacional de la Cultura (OPIC).
- 1962 Exposición en Instituto de Arte Contemporáneo, Lima, Perú.
- 1951 Exposición en Galería del Instituto Cultural Peruano Norteamericano, Lima, Perú.